# Analpyramide

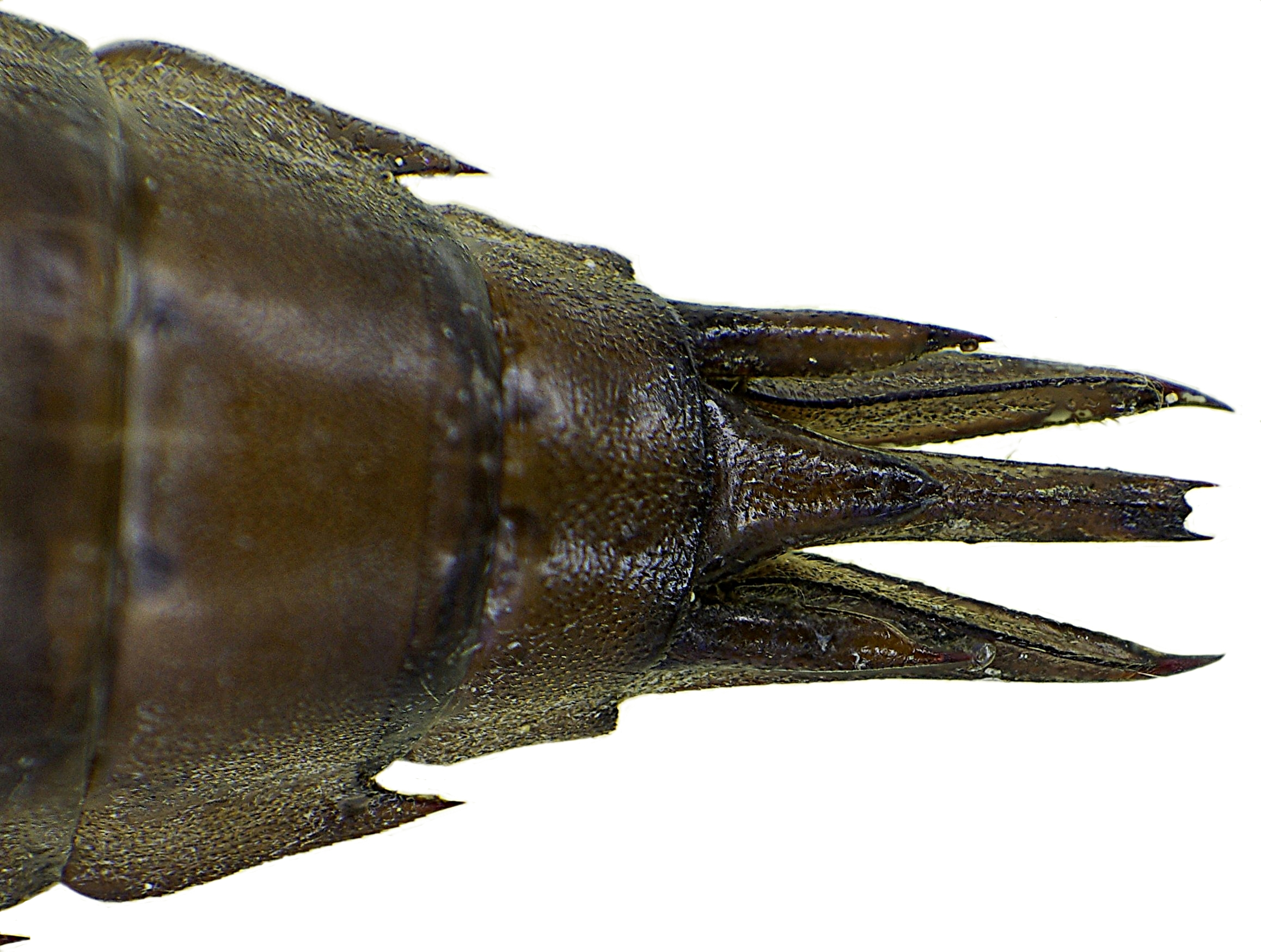
Hinterleibsende mit Analpyramide bei einer leeren Exuvie der Blaugrünen Mosaikjungfer (Aeshna cyanea)

Die Analpyramide ist ein anatomisches Merkmal der Larven der Großlibellen (Anisoptera), bestehend aus der Gesamtheit der Hinterleibsanhänge. Es handelt sich hierbei um die den unpaaren, dorsalen Epiproct sowie die paarigen, ventralen Paraprocten, die um die Analöffnung angeordnet sind und gemeinsam die Analklappen bilden, sowie die paarigen Cerci. Diese Hinterleibsanhänge sind bei den Larven dornartig ausgebildet und beweglich.
Der Epiproct und die Paraprocten können zusammengelegt werden und bilden dann eine pyramidenartige Einheit. Durch rinnenartige Vertiefungen wird im Innern dieser Pyramide eine Röhre gebildet.

## Funktion
Die Analpyramide der Großlibellenlarven hat unterschiedliche Funktionen. Aufgrund ihrer kräftigen dornartigen Ausbildung können die Dornen als Waffe gegen potenzielle Angreifer sowie gegen sich wehrende Beutetiere eingesetzt werden. Da die Großlibellenlarven eine Afteratmung mithilfe ihrer Rektalkiemen betreiben, kann die bei zusammengelegten Anhängen entstehende Röhre als Atemröhre genutzt werden, mit der vor allem ältere Larven wie mit einem Schnorchel Sauerstoff außerhalb des Wassers aufnehmen können. Durch lange Haare an den Innenflächen des Epiprocts und der Paraprocten wird zudem das Atemwasser gereinigt, indem Schmutzpartikel wie in einem Netz ausgesiebt werden. Eine weitere Funktion besitzt die Röhre bei der schnellen Fortbewegung, da die Larven durch ausgepresstes Atemwasser entsprechend dem Rückstoßantrieb schwimmend schnell längere Strecken überwinden und so beispielsweise vor Bedrohungen flüchten können.

## Belege
1. 1 2 3 4  Stichwort „Analpyramide“ In: Herder-Lexikon der Biologie. Spektrum Akademischer Verlag GmbH, Heidelberg 2003, ISBN 3-8274-0354-5.
2. ↑  G. Jurzitza: Der Kosmos-Libellenführer. Franckh-Kosmos, Stuttgart 2000; S. 35, ISBN 3-440-08402-7.
3. ↑  Andreas Thomas Hein | Berlin und Brandenburg: Tracheen | LibellenWissen.de. Archiviert vom Original am 15. Juni 2017; abgerufen am 17. März 2024 (deutsch).